# QNH

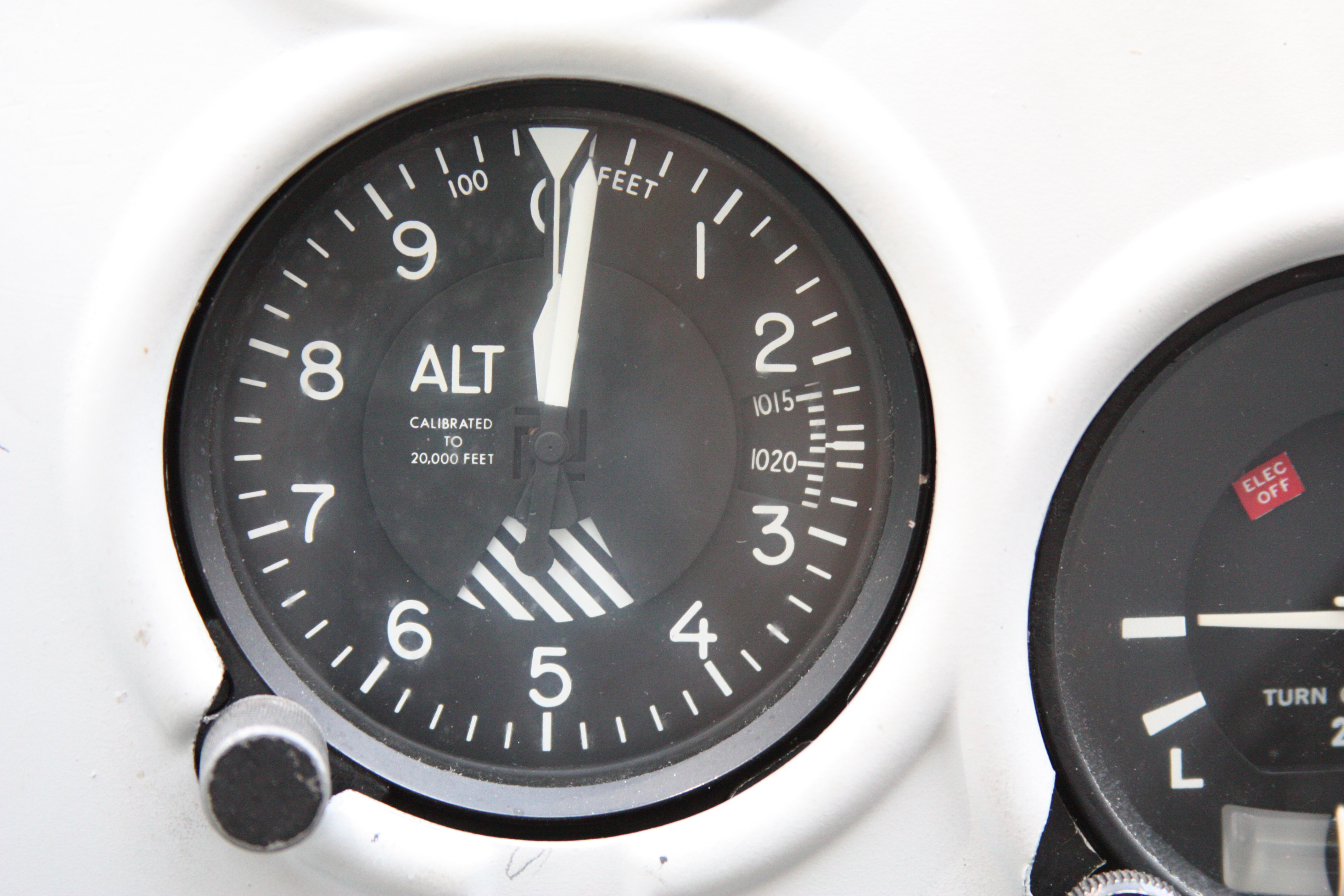
Hoogtemeter die kan worden afgesteld ten opzichte van een bepaald drukvlak, bijvoorbeeld de QNH, in hPa

De QNH is de luchtdruk op een bepaalde plaats, bijvoorbeeld een vliegveld, uitgedrukt in hectopascal (hPa) en teruggerekend naar gemiddeld zeeniveau. De QNH wordt gebruikt om de hoogtemeter van een luchtvaartuig af te stellen. De hoogtemeter werkt op basis van de luchtdruk. Hoe lager de druk, hoe groter de hoogte. Vuistregel hiervoor is dat de druk daalt met 1 hPa voor iedere 27 voet toegenomen hoogte. Als de QNH te hoog is ingesteld, dan zal de hoogte ook te hoog worden aangegeven. Is de QNH te laag ingesteld, dan zal de hoogte te laag worden aangegeven. Tijdens opstijgen en landen wordt de lokale QNH gebruikt, zoals opgegeven door het vliegveld. Als deze niet bekend is, dan kan op de grond de hoogtemeter worden afgesteld door de weergegeven hoogte in te stellen op de ligging van het vliegveld ten opzichte van gemiddeld zeeniveau. De hoogtemeter zal dan in het QNH-veld de werkelijke QNH aangeven.

## Hoogtemeter instelling op grotere hoogte

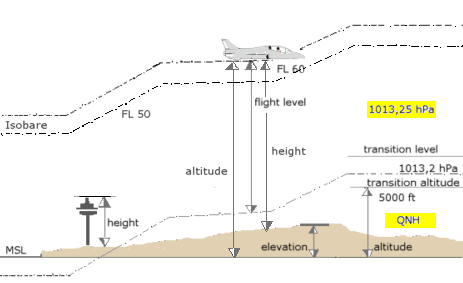
schematische weergave van de hoogtemeterinstellingen in het luchtruim (met weergegeven een vliegtuig dat op flight level 060 vliegt)

Als tijdens het stijgen de overgangshoogte wordt gepasseerd, in Nederland 3000 voet voor een IFR vlucht en 3500 voet voor een VFR vlucht en in België 4500 voet, dan moet de hoogtemeter worden ingesteld op de standaard hoogtemeterinstelling. Dit is wereldwijd 1013 hPa. Als een kruisvlucht wordt gemaakt precies op of onder de overgangshoogte, dan moet de regionale QNH worden ingesteld. Deze wordt verstrekt door de luchtverkeersdienst. Als gestegen wordt tot boven de overgangshoogte, dan moet worden doorgestegen tot boven het overgangsniveau. Dit is een hoogte gebaseerd op een ingestelde druk van 1013 hPa, die altijd boven de overgangshoogte ligt. De hoogte van het overgangsniveau wisselt afhankelijk van de plaatselijke luchtdruk, zodat de werkelijke afstand tussen de overgangshoogte en het overgangsniveau altijd groot genoeg blijft. Als tijdens het dalen het overgangsniveau wordt gepasseerd, dan moet de hoogtemeter weer worden ingesteld op de lokale of regionale QNH. Een kruisvlucht tussen de overgangshoogte en het overgangsniveau is niet toegestaan, aangezien stijgend en dalend verkeer in dit gebied verschillen van hoogtemeterinstelling, zodat het onderlinge hoogteverschil niet eenvoudig bepaald kan worden.